# Ordine di San Benedetto
L'Ordine di San Benedetto (in latino Ordo Sancti Benedicti) è una confederazione che riunisce congregazioni monastiche e monasteri autonomi che perpetuano l'ideale religioso del monachesimo benedettino in conformità con la regola e lo spirito di san Benedetto; i monaci benedettini pospongono al loro nome la sigla O.S.B.
Le origini del monachesimo benedettino risalgono alla fondazione, attorno al 529, del cenobio di Montecassino a opera di san Benedetto da Norcia.
La regola redatta da Benedetto per la sua comunità si diffuse rapidamente anche grazie al sostegno di papa Gregorio Magno e venne adottata, spesso accanto ad altre, da numerosi monasteri europei: si affermò definitivamente nell'817, quando il capitolare monastico di Aquisgrana, di cui fu ispiratore Benedetto d'Aniane, la impose a tutti i monasteri franco-germanici.
I monasteri benedettini, tutti autonomi, iniziarono a riunirsi in congregazioni nel X secolo. Nel 1893 papa Leone XIII ha riunito le congregazioni e i monasteri benedettini in una confederazione sotto la presidenza di un abate primate residente nel monastero di Sant'Anselmo all'Aventino a Roma.

## Storia

### Il fondatore

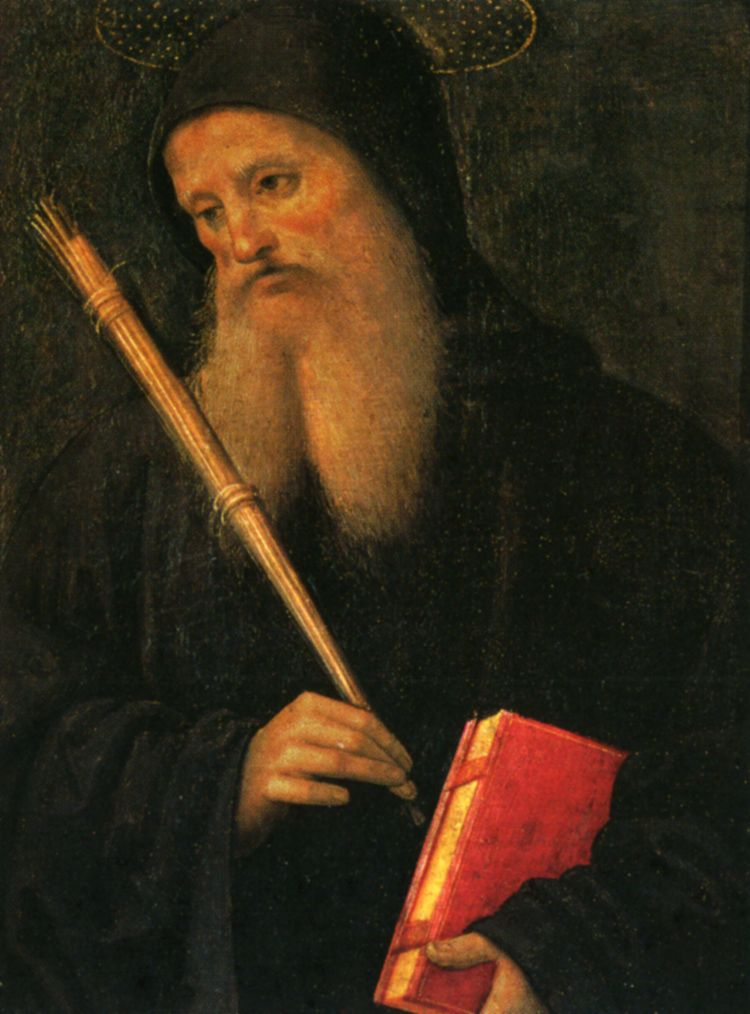
Benedetto da Norcia

Le informazioni biografiche più antiche su Benedetto derivano dal secondo libro dei Dialoghi di Gregorio Magno, scritto tra il 593 e il 594, cioè circa trent'anni dopo la morte del fondatore del monachesimo occidentale: malgrado si tratti di un testo agiografico, vi si possono rintracciare alcune informazioni storiche certe (Gregorio aveva potuto attingere informazioni dagli abati Costantino e Simplicio di Montecassino, Onorato di Subiaco e Valentiniano, che avevano conosciuto personalmente Benedetto).
Benedetto nacque a Norcia, tra il 480 e il 490, da una nobile famiglia patrizia; dopo una breve esperienza di studi a Roma, disgustato dal clima di decadenza morale, si ritirò sui monti della Sabina e poi in una grotta nella valle dell'Aniene, presso Subiaco, per condurre vita eremitica. Ricevette l'abito monastico da Romano.
La fama di Benedetto si diffuse e venne chiamato a guidare la comunità di monaci di San Cosimato a Vicovaro, ma l'esperienza non fu proficua e il patriarca si ritirò nuovamente a Subiaco. Attorno alla sua figura si riunirono numerosi discepoli, che vennero raccolti in dodici monasteri tutti formati da dodici monaci: la comunità guidata da Benedetto eresse e si stabilì nel monastero di San Clemente a Subiaco.
A causa di un prete invidioso, Fiorenzo, il fondatore e la sua comunità lasciarono Subiaco e si rifugiarono a Montecassino, dove era ancora vivo il culto pagano del dio Apollo: Benedetto e i suoi monaci si impegnarono nella conversione degli abitanti del luogo al cristianesimo ed eressero un oratorio dedicato a san Martino e poi un altro intitolato a san Giovanni Battista, posto sulla cima del monte.
Benedetto rimase a Montecassino come capo della sua comunità di monaci fino alla morte: intrattenne rapporti con personalità di rilievo (Gregorio Magno parla di una visita di Totila al monastero) e venne consultato da vescovi come Costanzo d'Aquino, Germano di Capua e Sabino di Canosa (anche se Benedetto, probabilmente, non era neanche sacerdote).
Benedetto morì a Montecassino il 21 marzo 547 e venne sepolto, secondo le sue volontà, nell'oratorio di San Giovanni Battista.

### La Regola
Tra il quarto e il quinto decennio del VI secolo Benedetto redasse la sua regola monastica, pensata non solo per la sua comunità, ma adatta anche a monasteri di diversa grandezza o posti in altre zone geografiche.

#### Struttura

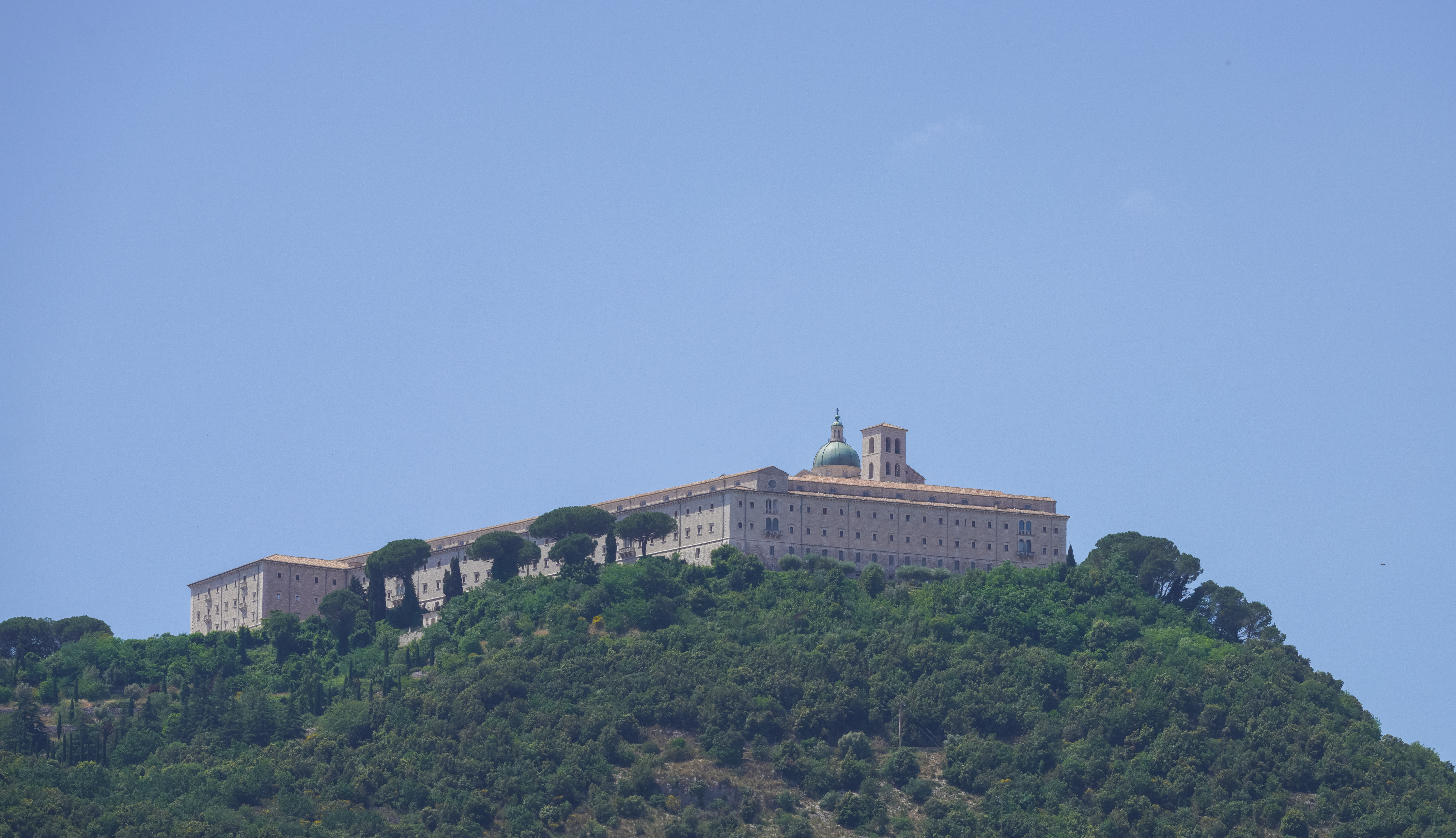
L'abbazia di Montecassino

Il testo della Regola di Benedetto, piuttosto breve, è costituito da un prologo e settantatré capitoli di diversa lunghezza.
I primi tre capitoli trattano della struttura istituzionale del monastero (varie specie dei monaci, abate, consiglio di comunità); i capitoli dal quarto al settimo sono dedicati ai fondamenti della dottrina spirituale ("strumenti delle buone opere", obbedienza, silenzio, umiltà); i capitoli dall'ottavo al ventesimo organizzano l'ufficio divino e la preghiera liturgica e privata; i seguenti capitoli, fino al cinquantaduesimo, trattano della disciplina e dell'organizzazione materiale del monastero (pasti, lavoro); i capitoli dal cinquantatreesimo al cinquantasettesimo parlano dei rapporti dei monaci con il mondo esterno; i capitoli dal cinquantottesimo al sessantacinquesimo hanno per oggetto l'accoglienza dei novizi, l'elezione dell'abate e del priore; il capitolo sessantaseiesimo, probabilmente l'ultimo di una primitiva stesura, si occupa dell'ufficio del portinaio e della clausura.
I capitoli dal sessantasettesimo al settantaduesimo sono probabilmente delle aggiunte e hanno per oggetto alcuni particolari punti della disciplina. Nel settantatreesimo capitolo, una sorta di post scriptum, Benedetto chiarisce la modestia delle sue intenzioni e dichiara la sua Regola essere solo un punto di partenza per quanti desiderano progredire nella vita di perfezione.

#### L'ordinamento monastico
Qualunque battezzato può entrare a far parte del cenobio benedettino: il postulante viene accolto nel monastero ed esaminato da un monaco esperto; dopo un anno di noviziato, redigendo una petitio che pone sull'altare dell'oratorio, fa voto di stabilità (il monaco non può cambiare comunità, ma è legato fino alla morte al medesimo monastero), di obbedienza e di conversione dei costumi. Per i pueri oblati è il padre a fare la petitio scritta.
Il capo del monastero è l'abate, eletto a vita nel seno della comunità monastica in base ai meriti e alla dottrina spirituale: egli è il "padre" dei monaci e responsabile della buona amministrazione del monastero. Accanto all'abate esistono i decani, ai quali sono affidati gruppi di monaci divisi in base all'attività, e il cellerario, che si occupa dell'amministrazione pratica.
La preghiera liturgica è divisa e distribuita lungo il corso della giornata e della notte in sette ore diurne e una notturna: il salmo 118 (119), infatti, recita "Sette volte al giorno io ti lodo" e "Nel cuore della notte mi alzo a renderti lode". Poiché la comunità in origine era essenzialmente laicale, la celebrazione della Messa era prevista solo alla domenica e nelle feste.
I monaci hanno il dovere di dedicare le ore libere dal culto liturgico e dalla lectio divina allo svolgimento dei lavori manuali o intellettuali che l'abate ha loro assegnato, in modo che essi possano contribuire con le loro capacità e le loro energie a soddisfare i bisogni della comunità. Al lavoro viene dato un grande valore anche sul piano ascetico: esso è considerato un mezzo di santificazione perché finalizzato all'edificazione della Civitas Dei nel mondo.

#### Il testo

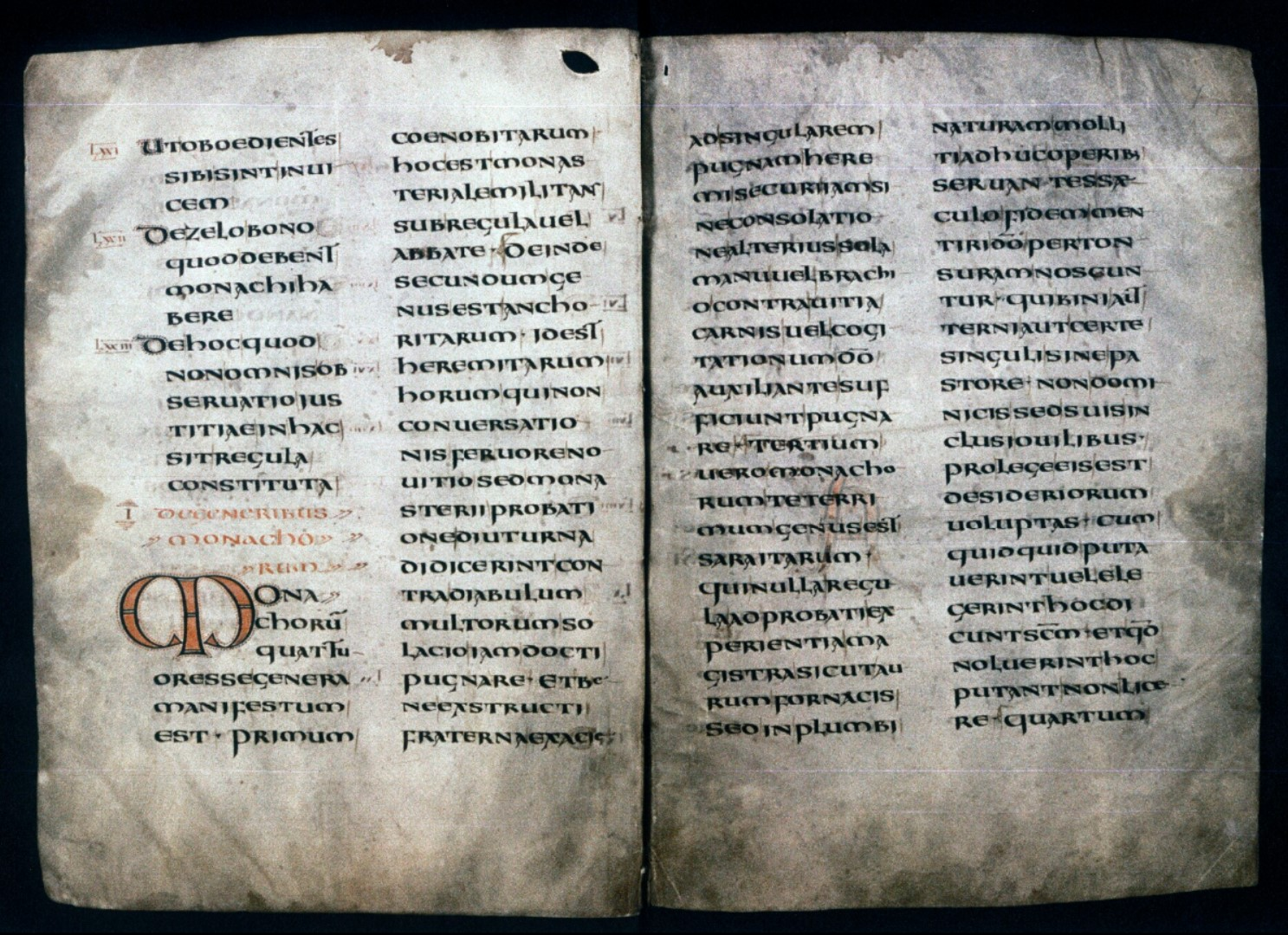
Manoscritto della Regola di san Benedetto (codice Hatton)

Il manoscritto originale della Regola andò disperso: abbandonando Montecassino nel 577, i monaci portarono con loro il testo a Roma presso la biblioteca del loro nuovo monastero di San Pancrazio al Laterano; attorno al 717 l'abate Petronace promosse la ricostruzione di Montecassino e verso il 750 papa Zaccaria restituì il manoscritto; minacciati dai Saraceni, nell'883 i monaci trasferirono il testo a Teano, dove andò distrutto durante un incendio nell'896.
Del testo esisteva una copia ad Aquisgrana, fatta realizzare dall'abate di Montecassino Teodemaro per volere di Carlo Magno, utilizzato da Benedetto d'Aniane per la riforma monastica dell'Impero. Anche quella versione andò dispersa, ma nell'abbazia di San Gallo ne esiste una copia (cod. Sangallese 914) realizzata nell'817 da due monaci di Reichenau per il monastero di Inda e trasferita lì dall'abate Grimaldo.
Partendo dall'analisi e dal confronto delle varie recensioni della Regola, i filologi hanno tentato di ricostruire l'originale autografo elaborato da Benedetto. Accanto al codice di San Gallo esistono altri codici realizzati nel IX secolo derivati dalla copia realizzata per Carlo Magno (Vindobonese 2232, Monacense 28118, Monacense 19408 di Tegernsee) che riportano una versione della regola molto simile, detto testo "puro"; esistono anche codici più antichi ma con un testo diverso, frutto di alcune modifiche di carattere istituzionale e stilistico apportato da altri monasteri in base a loro particolari esigenze (il testo "interpolato"), come il codice Hatton 48, conservato alla biblioteca Bodleiana di Oxford; esistono, infine, codici che riportano il cosiddetto "textus receptus", frutto di una sistematica correzione del testo "puro" dal punto di vista linguistico. Rudolf Hanslik, confrontando circa 300 manoscritti, nel 1977 ha pubblicato un'edizione critica della Regola.

#### La questione benedettina
L'autore della Regola utilizza gli scritti di Pacomio, Basilio, Giovanni Cassiano, Cesario di Arles, Agostino. Cita poi Cipriano, Girolamo, Leone Magno: studi paleografici e filologici hanno però portato per primo Augustin Genestout, studioso benedettino di Solesmes, a ipotizzare che il testo tradizionalmente attribuito a Benedetto, in realtà, derivi dalla cosiddetta Regula Magistri, di autore anonimo. La Regula Magistri, che ebbe questo nome da Benedetto d'Aniane, era sempre stata considerata una prolissa amplificazione di quella di Benedetto e l'ipotesi di Genestout accese una delle più importanti controversie del campo storico-patristico, contrapponendo i difensori della posizione tradizionale ai sostenitori della nuova teoria.
L'ipotesi che la Regula Magistri costituisca la principale fonte di Benedetto è ormai accettata dalla maggioranza degli studiosi. Nei passi comuni (per esempio laddove si citano Giovanni Cassiano e i salmi) la Regula Magistri è più fedele alle fonti utilizzate, mentre Benedetto tende a discostarsi dal loro senso letterale.

### L'affermazione del monachesimo benedettino

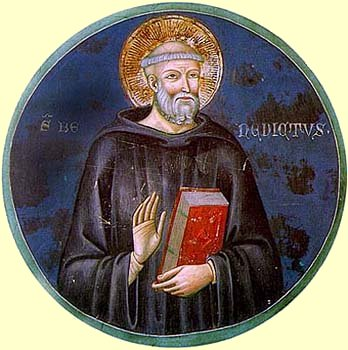
Benedetto da Norcia

Non c'è nulla che dimostri che la regola data da Benedetto alla sua comunità fosse stata adottata da altri monasteri mentre egli era ancora in vita, neanche nel caso del monastero di Santo Stefano a Terracina, l'unica filiazione antica di Montecassino (è invece leggendaria la tradizione secondo cui Benedetto avrebbe inviato i suoi discepoli Mauro e Placido a fondare monasteri, rispettivamente, in Francia e Sicilia).
Alla diffusione del monachesimo benedettino diede un decisivo contributo l'opera di Gregorio Magno: componendo i suoi libri dei Dialoghi mise in grande rilievo la vita di san Benedetto, celebrandone il ruolo di legislatore monastico; fondò sei cenobi nei suoi possedimenti in Sicilia e trasformò in monastero anche la sua abitazione ad Clivum Scauri sul Monte Celio a Roma, dove egli stesso visse da monaco; tra i monaci del Celio scelse anche i missionari da inviare in Inghilterra (come Agostino, che fondò un monastero a Canterbury, e Mellito fondatore dell'abbazia di Westminster). In tali monasteri, tuttavia, la regola di san Benedetto era utilizzata, assieme ad altre, solo come fonte per gli statuti redatti per le singole comunità monastiche dai rispettivi abati.
Attorno al 628 la Regola di san Benedetto venne adottata anche da numerosi monasteri della Francia meridionale fondati da san Colombano (Solignac, Rebais, Nivelles, Saint-Wandrille, Lérins). Tale regola, però, era solo affiancata a quella di Colombano (per il monachesimo tra il VII e il IX secolo si parla di periodo della "regola mista"), che continuava a prevalere sull'altra: essendo meno rigida e più adattabile alle varie situazioni, quella di Benedetto acquistò sempre maggiore importanza rispetto alla Regula monachorum di Colombano. Regole miste vigevano anche nei monasteri spagnoli.
In Inghilterra il sinodo di Whitby del 664 segnò l'affermazione delle consuetudini romane e italiche sulle tradizioni insulari; i monaci anglosassoni Ceolfrido, Vilfrido, Villibrordo scesero in Italia per apprendervi la genuina tradizione monastica romana. L'abate Benedetto Biscop, fondatore dei monasteri di Wearmouth e Jarrow (674 e 681), fu il principale propagatore delle norme e dello spirito del monachesimo benedettino in Inghilterra, ma una sua vita testimonia che nei suoi monasteri si seguisse una regola mista.

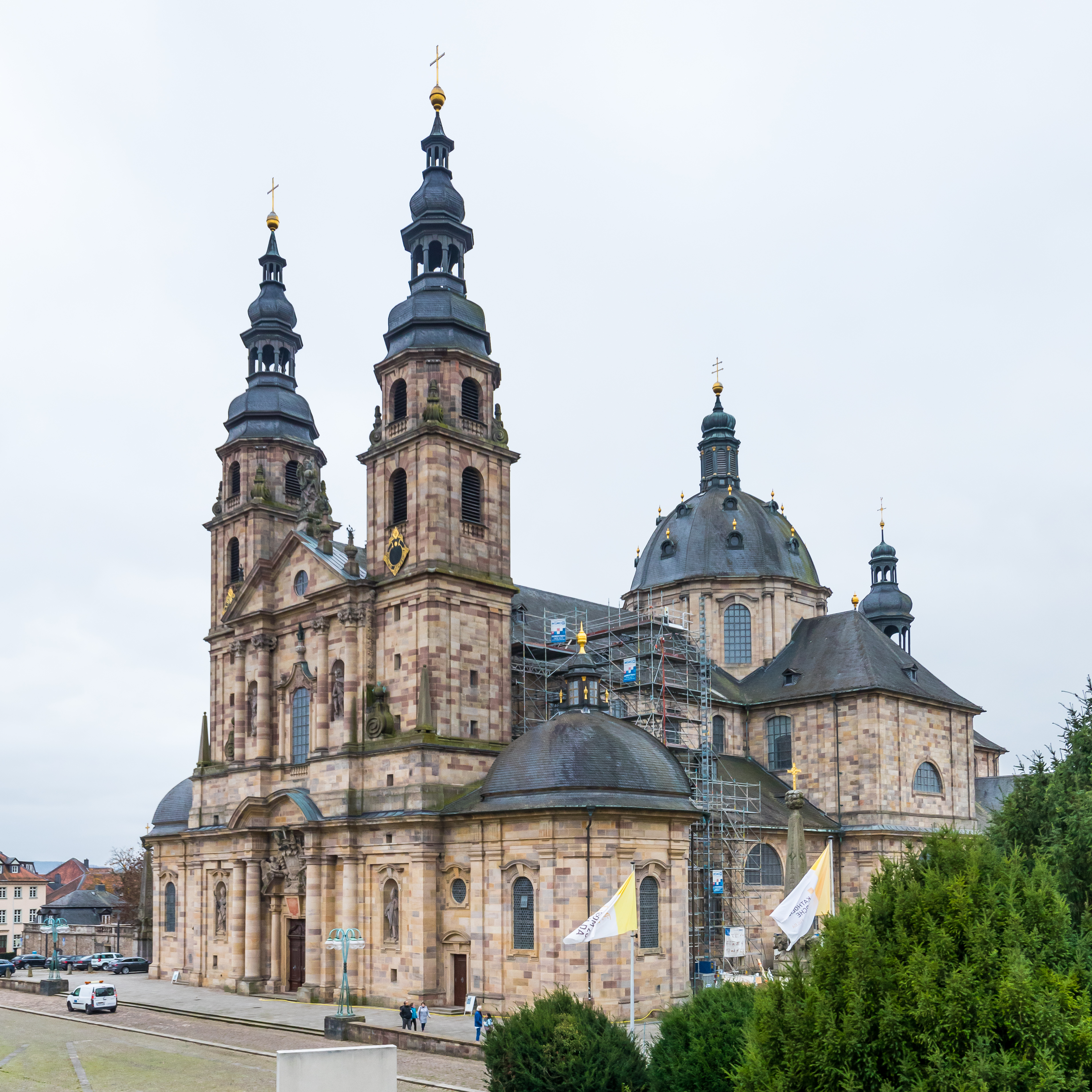
La cattedrale di Fulda, sorta sull'antica abbazia

Un rinnovato interesse per la figura di Benedetto e la sua regola è testimoniato dai monaci di Fleury, che nel 672 inviarono una delegazione a Montecassino (all'epoca abbandonata e in rovina) per cercare le reliquie del santo patriarca: gli inviati ebbero successo e l'11 luglio 673 (o 674) rinvennero i resti di san Benedetto. Agli inizi dell'VIII secolo numerosi monasteri che si riconoscevano nella tradizione benedettina, in tutta Europa (anche a Ripon), iniziarono a festeggiare l'11 luglio come festa della deposizione di san Benedetto.
Nel 717 l'abbazia di Montecassino venne riedificata e divenne nuovamente un centro di irradiazione del monachesimo benedettino. In quegli anni i Franchi si stavano avvicinando con entusiasmo alla civiltà romana e per loro il monachesimo benedettino si identificava con la Chiesa di Roma, pertanto nei sinodi del 743 e del 744 la regola benedettina venne fatta adottare da tutti i monasteri franchi.
La regola benedettina riscontrò grandi successi anche nelle regioni dell'Europa centrale evangelizzate di recente. Il governo della principale abbazia della Germania, Fulda, fondata da san Bonifacio, venne affidato all'abate Sturmio, che aveva vissuto per un anno a Montecassino.
Carlo Magno cercò di imporre un'unica osservanza a tutti i monasteri dell'Impero e, come già detto, fece realizzare una copia del manoscritto della Regola di san Benedetto e la fece portare ad Aquisgrana. Ludovico il Pio, riprendendo il desiderio del padre Carlo di unificare il monachesimo franco-germanico attraverso l'adozione di un'unica regola, chiamò a corte l'abate Benedetto d'Aniane, che aveva fondato un monastero dove aveva introdotto l'integrale osservanza della regola di San Benedetto, e gli affidò la riforma dei monasteri d'Aquitania e la fondazione di un'abbazia a Inda; gli fece redigere i canoni del Capitulare Monasticum, da far osservare in tutti i monasteri, approvato dal sinodo di tutti gli abati dell'impero convocato dall'imperatore nell'817 ad Aquisgrana.

### Lo sviluppo dei monasteri benedettini
Mentre in origine a popolare i monasteri furono comunità di religiosi laici (lo stesso Benedetto, probabilmente, non fu sacerdote), nel IX secolo l'accesso al sacerdozio iniziò a essere considerato il naturale coronamento della vita spirituale di un monaco. Le comunità monastiche si clericizzarono e i monasteri divennero luoghi di liturgie altamente ufficiali.
Le abbazie benedettine divennero anche importanti centri culturali. Già da tempo ospitavano ambienti come lo scriptorium e la biblioteca, ma con l'Epistola de litteris colendis (scritta forse da Alcuino di York), Carlo Magno esortò esplicitamente tutti i monaci a prendere parte al rinnovamento culturale dell'Impero e a conservare i testi antichi. Nei monasteri si perfezionò la scrittura minuscola, chiaramente leggibile; tra le opere conservate prevalevano quelle dei padri della Chiesa latina e i classici dell'antichità. I monasteri più forniti, come quello di Reichenau, al principio del IX secolo possedevano un patrimonio librario tra i 400 e i 600 volumi.
Oltre a conservare il patrimonio culturale dell'antichità, i monasteri divennero anche importanti centri per l'educazione dei giovani. Con l'Admonitio Generalis, capitolare emanato da Carlo Magno il 29 marzo 789, l'imperatore ordinò a tutti i monasteri di istituire scuole e nel sinodo di Magonza dell'813 si raccomandò a tutti i cristiani di inviare i figli a studiare presso un monastero o un ecclesiastico. Nell'817, però, Ludovico il Pio impose ai monasteri di educare presso le scuole interne solo gli oblati, pertanto molte abbazie eressero delle scuole esterne per i giovani laici, destinate specialmente ai figli dei nobili benefattori.
Gli oblati erano bambini offerti al monastero dai genitori. Il maggior numero di monaci entrò nell'ordine in virtù dell'oblazione da parte del padre: tra loro Villibrordo, Bonifacio, Lullo e Willibaldo; papa Gregorio II confermò l'irrevocabilità dell'oblazione da parte dei genitori negando il diritto agli oblati, una volta raggiunta l'età adulta, di lasciare il monastero.

### La decadenza dell'ordine e le sue riforme
Con il caos causato dal dissolvimento dell'impero carolingio aumentarono le ingerenze dei signori locali e dei vescovi nella vita interna delle abbazie e il monachesimo benedettino subì una profonda crisi economica e morale; ad aggravare la situazione furono le scorrerie degli Ungari e le incursioni dei pirati saraceni, che portarono alla distruzione, tra gli altri, dei grandi monasteri di Montecassino e San Vincenzo al Volturno (881). Nel X secolo la maggior parte dei monasteri benedettini venne ceduta in mano ad abati laici che ne depredarono i beni.
Furono, però, i papi benedettini Gregorio VII e Gelasio II a promuovere la riforma della Chiesa e a proibire ai laici di concedere dignità ecclesiastiche.

#### La riforma di Cluny

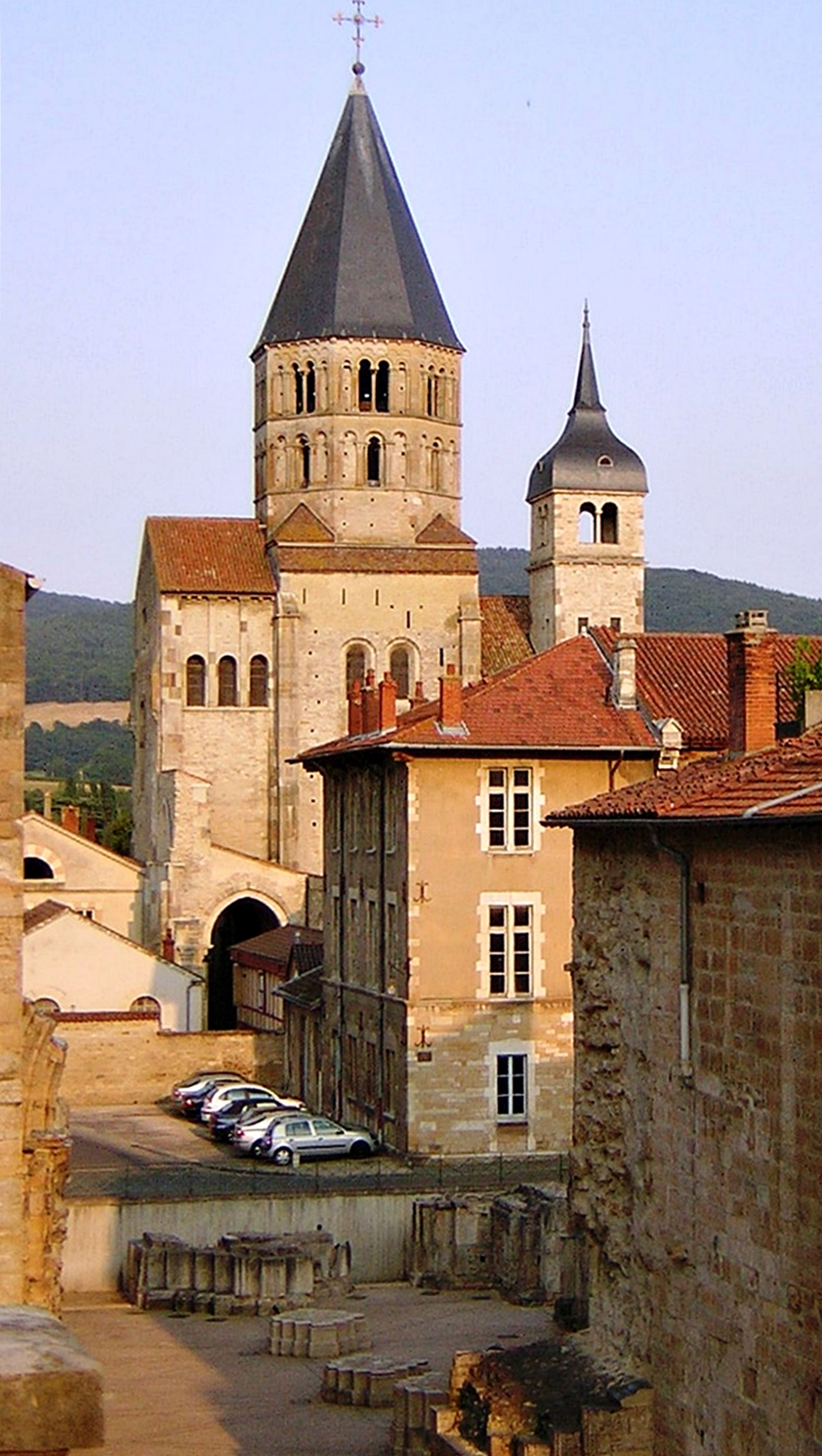
L'abbazia di Cluny

A salvare il monachesimo benedettino furono le riforme promosse da alcuni monasteri. Il principale movimento di rinnovamento monastico fu quello di Cluny: l'abbazia di Cluny venne fondata presso Mâcon, in Borgogna, tra il 908 e il 910 dal duca Guglielmo I di Aquitania e donata all'abate Bernone. L'abbazia venne sottomessa direttamente alla protezione della Santa Sede, alla quale versava annualmente un censo simbolico, ed esentata dall'autorità vescovile, che non poteva così influire sull'elezione dell'abate. I tratti distintivi della riforma cluniacense furono la rigida osservanza della regola benedettina e nella tradizione di Benedetto di Aniane e la costituzione di una federazione di monasteri posti sotto la guida dell'abbazia di Cluny.
Su richiesta dei papi gli abati di Cluny restaurarono Lérins e riformarono gli storici monasteri di Marmoutier, Saint-Germain d'Auxerre e di Saint-Maur-des-Fossés. La congregazione di Cluny contribuì in maniera decisiva alla riforma generale della Chiesa e arrivò a contare circa 1.300 monasteri in Francia, circa 150 tra Belgio, Baden e Svizzera, 40 in Gran Bretagna, 24 nella penisola Iberica e 35 nell'Italia settentrionale.

#### Il movimento cluniacense in Germania e Italia
Il principale centro di riforma in Germania fu il monastero di Hirsau, presso Calw, che sotto la guida dell'abate Guglielmo adottò le consuetudini di Cluny e, con l'aiuto di Ulrico di Zell, si dotò di statuti propri. I monasteri affiliati, oltre cento, conservavano una certa autonomia; a Hirsau venne abolita l'oblazione e i lavori manuali vennero affidati a frati conversi, lasciando ai monaci le attività spirituali e intellettuali. I monasteri soggetti a Hirsau, posti sotto la diretta protezione papale, nel periodo della lotta per le investiture furono tra i principali oppositori del partito imperiale.
Dal monastero lorenese di Gorze ebbe origine un'altra riforma, contemporanea ma indipendente da quella di Cluny, che propugnava la stretta osservanza della regola benedettina senza aspirare all'esenzione: tra i principali centri di diffusione della riforma lorenese furono le abbazie di Sankt Maximin a Treviri e di Sankt Emmeram a Ratisbona.
La riforma di Cluny ebbe successo anche in Italia: su invito del princeps Alberico II, nel 937 il secondo abate di Cluny Oddone scese a Roma e riformò l'abbazia di San Paolo fuori le mura e le altre comunità monastiche benedettine che servivano presso le basiliche di San Lorenzo e Sant'Agnese. Alberico nominò Oddone archimandrita di tutti i monasteri dell'agro romano e ne promosse la riforma secondo l'osservanza delle severe regole di Cluny; Maiolo, quarto abate di Cluny, nel 971 introdusse la sua riforma nel monastero di Sant'Apollinare in Classe, poi in quello di San Giovanni a Parma e in San Pietro in Ciel d'Oro a Pavia.
Sotto gli abati Odilone e Ugo ci fu una grande fioritura di priorati cluniacensi in Lombardia e alla congregazione si unì anche l'abbazia di San Benedetto in Polirone.
Altri focolai di diffusione delle consuetudini di Cluny furono le abbazie di San Benigno di Fruttuaria, fondata da Guglielmo di Volpiano, che aveva conosciuto l'abate Maiolo a Lucedio, e della Santissima Trinità di Cava. L'abbazia di Cava era sorta a opera Alferio, già ministro alla corte del principato longobardo di Salerno, che era divenuto monaco dopo aver conosciuto Odilone di Cluny: su invito del principe Guaimario IV, Alferio fondò il cenobio di Cava e riordinò la vita monastica nella regione. Presto Cava ebbe alle sue dipendenze monasteri anche in Sicilia, nel Gargano e in Terra santa e nel 1092 il papa concesse agli abati di Cava la dignità vescovile; la congregazione cavese raggiunse il suo massimo sviluppo agli inizi del XII secolo.
Nel 1098 venne fondato il monastero di Cîteaux, che si evolse e divenne un ordine autonomo.

#### Le riforme dell'XI e del XII secolo

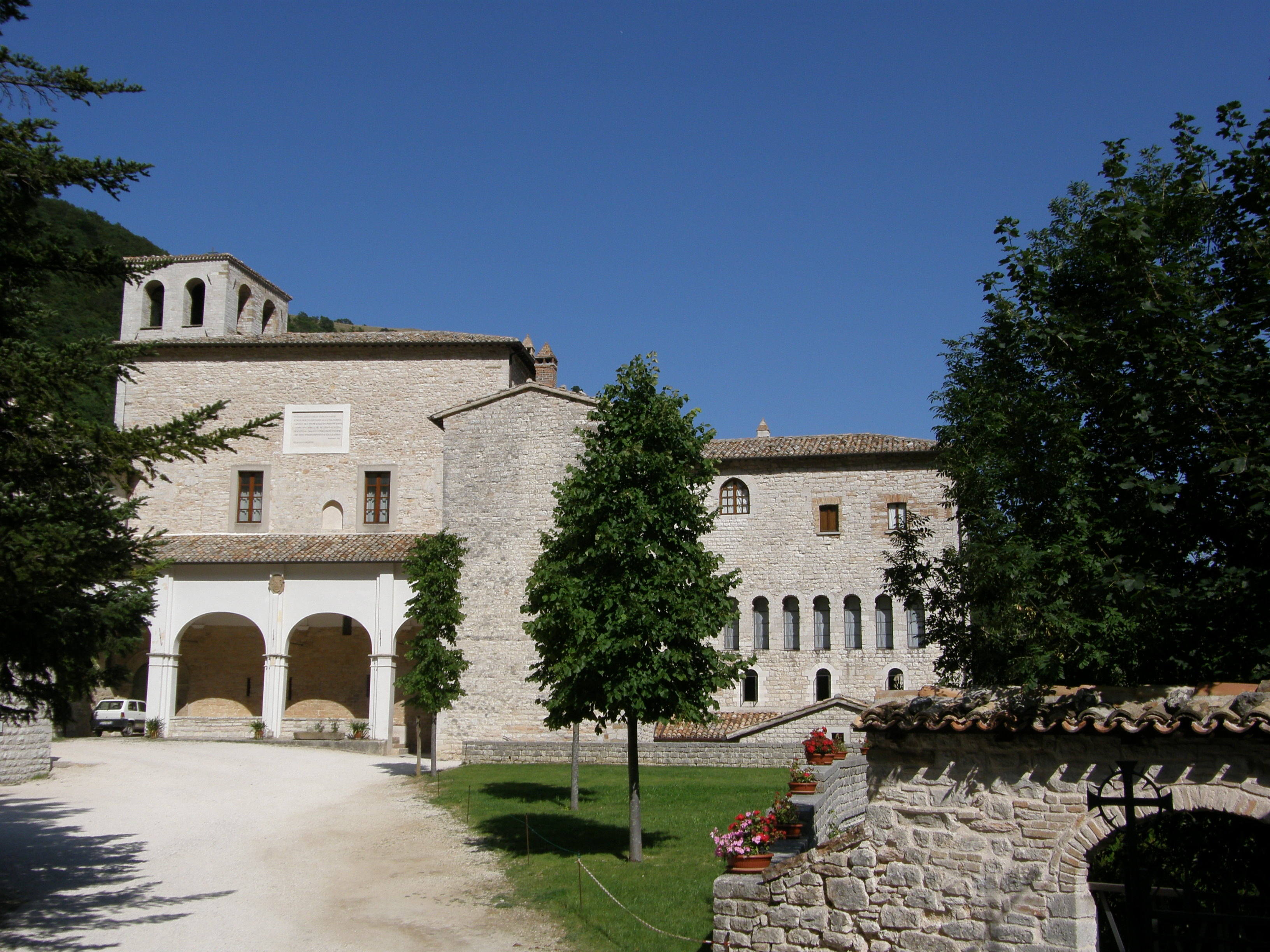
Il monastero camaldolese di Fonte Avellana

Tra X e XI secolo la vita eremitica apparve a molti un altro mezzo efficace per la restaurazione del monachesimo benedettino (il cenobitismo appariva troppo legato a interessi materiali e politici): a dare nuovo impulso all'istituzione eremitica fu san Romualdo, che la mantenne nell'ambito della regola di san Benedetto. Abate di Sant'Apollinare in Classe a Ravenna dal 998, abbandonò tale dignità per vivere in solitudine, poi si diede alla fondazione di eremitaggi (il principale fu quello di Camaldoli, che diede il nome al suo movimento e dove egli si stabilì) e alla riforma di monasteri, come quello di Fonte Avellana.
Da Fonte Avellana uscì san Pier Damiani, collaboratore di numerosi pontefici e protagonista, assieme con papa Gregorio VII, della riforma della vita ecclesiastica e monastica.
Ma i monaci che contribuirono più direttamente alla lotta contro la simonia e il nicolaismo, appoggiando l'opera delle alte gerarchie ecclesiastiche e associandosi ai movimenti riformatori locali, furono i vallombrosani, sorti a opera di Giovanni Gualberto: monaco benedettino di San Miniato al Monte, ne uscì per abbracciare la vita eremitica ma presto fondò una comunità cenobitica a Vallombrosa, presso Firenze, a cui diede la regola benedettina e da cui ebbe origine una congregazione accentrata simile a quella di Cluny.
A imprimere un nuovo impulso al monachesimo benedettino nell'Italia meridionale furono le congregazioni riformate derivate dalle abbazie di Montevergine, fondata nel 1124 presso Atripalda da Guglielmo da Vercelli, e Pulsano, fondata nel 1129 sul Gargano da Giovanni da Matera.

#### Il declino tra il XIII e il XIV secolo

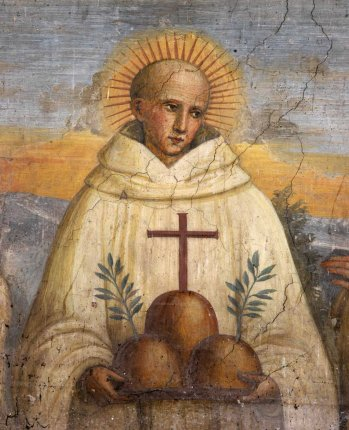
Bernardo Tolomei, iniziatore degli olivetani

Tra il XIII e il XIV secolo il monachesimo benedettino si avviò verso il declino: nonostante il numero di abbazie e priorati continuasse a salire, le comunità che le popolavano si ridussero pochi membri. Anche i movimenti riformatori (camaldolesi, vallombrosani, verginiani, pulsanesi), sorti con un indirizzo prevalentemente eremitico o di accentuato rigorismo, persero progressivamente la loro fisionomia originale e si assimilarono ai cenobi benedettini della tradizionale osservanza, pur mantenendo un forte senso di appartenenza alla propria congregazione.
Nei monasteri benedettini la prassi religiosa era in decadenza e gli studi lasciavano a desiderare: la popolazione iniziò allora a preferire come pastori d'anime i frati provenienti dagli ordini mendicanti, di recente istituzione, maggiormente animati da fervore di predicazione e di insegnamento. Anche le vocazioni religiose presero a indirizzarsi preferibilmente verso queste nuove famiglie religiose, contribuendo allo spopolamento dei monasteri benedettini.
Le speranze di restaurazione disciplinare secondo i precetti della regola di san Benedetto furono poste nell'associazione di più monasteri in congregazioni regionali. Il papa cistercense Benedetto XII, con la bolla Summi Magistri dignatio o Benedectina del 1336, dispose che tutti i monasteri benedettini venissero raggruppati in province, che venissero celebrati capitoli triennali e nominati visitatori, ma gli effetti di questo provvedimento non furono considerevoli.
Continuarono comunque a sorgere, in seno all'ordine benedettino, nuove congregazioni monastiche legate non tanto al movimento di riforma ma a forti personalità religiose: i silvestrini, derivati dal monastero di Monte Fano (presso Fabriano) fondato nel 1231 da Silvestro Guzzolini; i celestini, sorti attorno al 1259 a opera dell'eremita Pietro del Morrone (il futuro papa Celestino V); gli olivetani, fondati da Bernardo Tolomei nel 1313 nel deserto di Accona, presso Siena.

#### Il movimentode Unitate
Le condizioni del monachesimo benedettino ebbero un nuovo tracollo nel XV secolo, soprattutto a causa dell'abuso del regime della commenda: il titolo di abate divenne appannaggio di laici ed ecclesiastici secolari, spesso rampolli di nobili famiglie, estranei alla comunità ma che godevano le rendite dell'abbazia.
Anche abbazie storiche e prestigiose caddero in mano a grandi famiglie nobili (San Benedetto in Polirone ai Gonzaga, Santa Giustina a Padova ai Carraresi, San Pietro di Perugia ai Graziani, di San Nazzaro Sesia ai Fieschi) e venivano concesse in commenda a membri della casata.
I soli monasteri immuni dal fenomeno della commenda erano quelli federati in congregazioni (vallombrosani, silvestrini, olivetani) che, in virtù della loro unità giuridica e disciplinare, erano meno esposti a ingerenze esterne; inoltre, la maggiore facilità con cui i monaci potevano trasferirsi da un'abbazia a un'altra costituiva un fattore positivo per il superamento delle crisi.

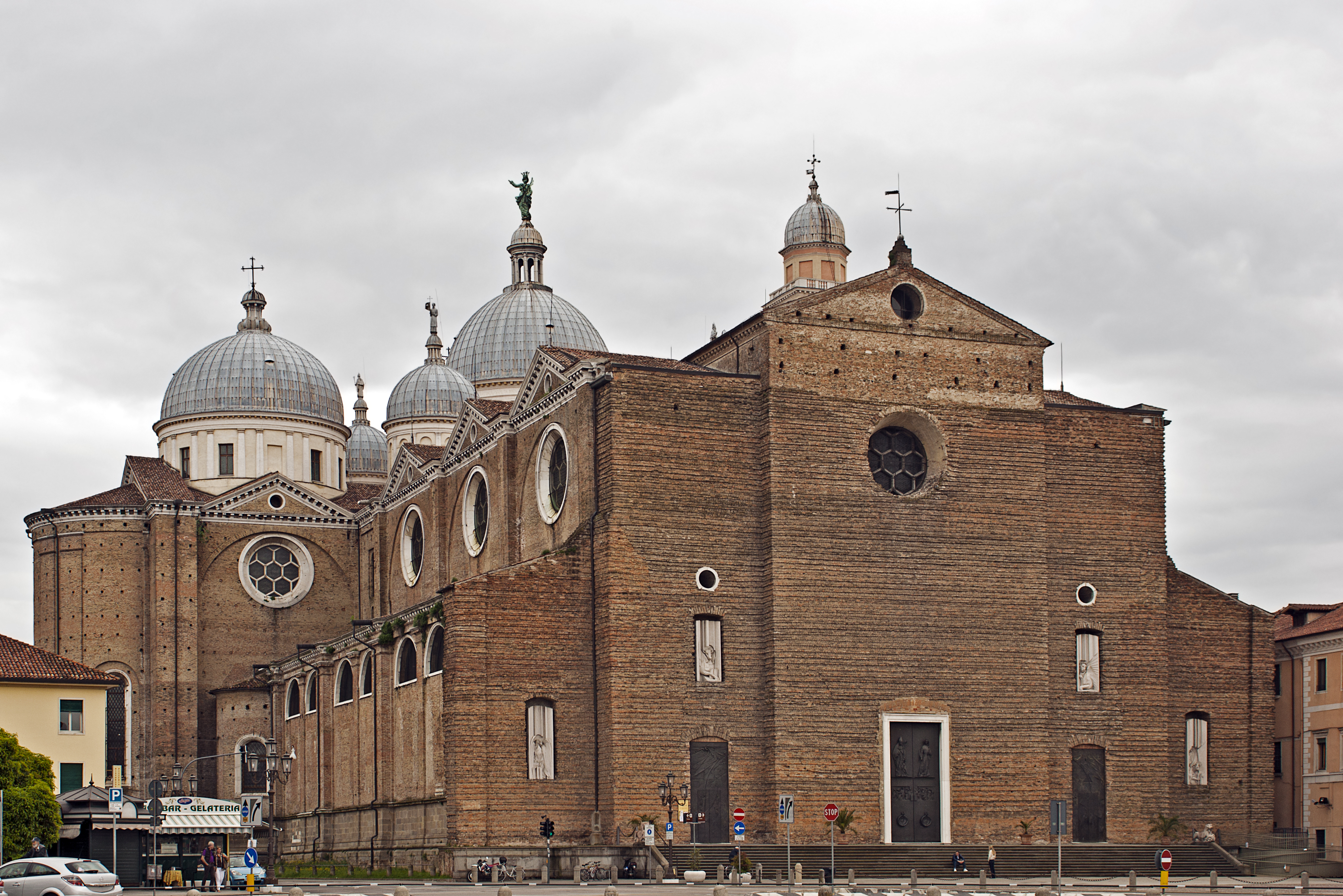
L'abbazia di Santa Giustina a Padova

Nel 1408 l'abbazia di Santa Giustina a Padova venne affidata in commenda al giovane nobile veneziano Ludovico Barbo, già priore di San Giorgio in Alga. La comunità contava allora tre monaci: Barbo, deciso a restaurarvi la regolare osservanza, emise la sua professione dei voti e ricevette la benedizione abbaziale dal vescovo di Città di Castello. Per ripopolare l'abbazia fece giungere due camaldolesi e due canonici di San Giorgio in Alga.
Dopo aver risollevato la situazione morale e materiale della sua abbazia Barbo venne chiamato a riformare anche altri cenobi, anche fuori dal territorio veneziano (San Niccolò del Boschetto a Genova, San Dionigi a Milano, la Badia Fiorentina).
I monasteri riformati si unirono in una congregazione, detta "de Unitate " o "de Observantia", approvata da papa Martino V il 1º gennaio 1419: l'autorità suprema era devoluta al capitolo generale, celebrato annualmente, che nominava i visitatori che vigilavano sull'osservanza della regola nei monasteri; il capitolo generale costituiva anche il supremo organismo disciplinare e aveva il potere di deporre gli abati dei singoli monasteri, che continuavano a essere eletti a vita; tra i visitatori era eletto un abate presidente; i monaci, pur essendo vincolati ai monasteri nei quali avevano professato, potevano essere trasferiti ad altri monasteri.
Altre antiche abbazie si unirono alla congregazione di Santa Giustina (Cava, Subiaco, Bobbio, Praglia, Vicenza) e il 15 novembre 1504, con la bolla Super cathedram, papa Giulio II vi aggregò anche Montecassino, donde il titolo di "Cassinese" preso poi dalla congregazione.
Il fenomeno dell'accentramento fu l'elemento che risollevò le condizioni della vita monastica anche nei paesi tedeschi. Le principali riforme presero le mosse: dall'abbazia di Kastl, in diocesi di Eichstätt, che arrivò a contare una ventina di monasteri; dall'abbazia di Bursfelde, presso Gottinga, rinnovata da Giovanni Dederoth con l'aiuto di monaci provenienti da Sankt Matthias, presso Treviri, che sotto l'abate Giovanni Hagen diede origine a una congregazione che nel 1530 arrivò a contare 94 abbazie; dall'abbazia di Melk, riformata da Nikolaus Seyringer (già abate di Subiaco) su incarico dell'arciduca Alberto V, che oltre che in Austria ebbe una notevole influenza in Svevia e Baviera.
In Spagna il movimento di riforma fu guidato dall'abbazia di Montserrat, sotto la direzione di García de Cisneros, e dalla congregazione di Valladolid, fondata nel 1446, le cui costituzioni vennero redatte, su invito di papa Eugenio IV, da Ludovico Barbo.

### La Riforma protestante
Martin Lutero, nel suo scritto De votis monasticis iudicium (1521), attaccò duramente la dottrina secondo cui la vita monastica sarebbe stata una forma migliore di sequela di Cristo; Lutero negò ogni fondamento biblico alla validità dei voti religiosi e dichiarò liberi i monaci da ogni vincolo.
La diffusione del Protestantesimo nei paesi europei portò alla scomparsa del monachesimo benedettino nei regni di Danimarca, Svezia e Norvegia, dove le comunità vennero secolarizzate tra il 1527 e il 1537, e in Olanda e Frisia (l'ultimo monastero benedettino, quello di Dikninge, venne soppresso nel 1603).
Delle oltre 1.500 abbazie benedettine esistenti in Europa al principio del Cinquecento, ne sopravvissero solo 800.

#### La Riforma nei principati tedeschi
In Germania l'ordine fu gravemente danneggiato dall'adesione di numerosi principi tedeschi alla Riforma: anzi, la possibilità per i signori locali di incamerare i patrimoni delle ricche abbazie dei loro territori favorì la loro conversione al protestantesimo. Molti monasteri, detentori di decime e corvée, vennero attaccati e abbattuti nella guerra dei contadini tedeschi del 1525.
Alcune abbazie tedesche, come quella di Sankt Aegidien a Brunswick o quella di Oldenstadt a Uelzen, passarono spontaneamente al luteranesimo e lo propagarono nel loro territorio. Molte altre (ad esempio, quasi tutte quelle facenti parte della congregazione di Bursfeld) vennero costrette ad abbracciare le dottrine riformate dai signori del posto.
Complessivamente, in Germania nel corso del Cinquecento scomparvero 200 monasteri benedettini.

#### La dissoluzione dei monasteri inglesi

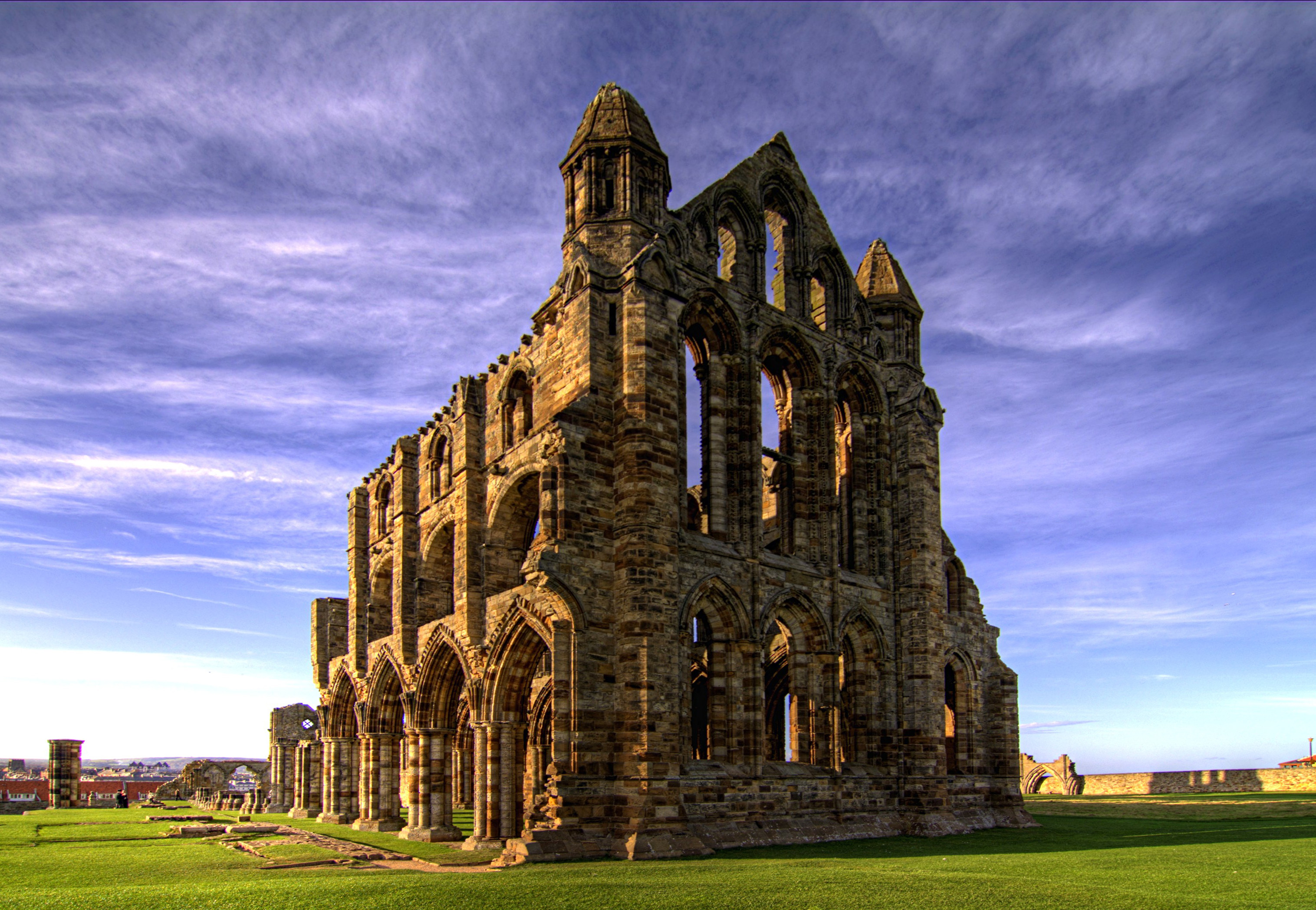
Le rovine dell'abbazia di Whitby

A causa di numerose pestilenze e delle guerre dei cent'anni e delle due rose, agli inizi del Cinquecento le abbazie benedettine inglesi erano spopolate e il livello morale dei monaci piuttosto basso. Tuttavia i benedettini continuavano a esercitare una notevole influenza sulla vita ecclesiale e civile inglese: ventiquattro abati sedevano di diritto in parlamento e altri sedici avevano il grado di baroni del Regno; le sedi vescovili di nove delle sedici diocesi inglesi del tempo erano abbazie benedettine e i monaci avevano un ruolo importante nell'elezione dei vescovi.
Thomas Wolsey, denunciando davanti al papa la decadenza morale ed economica dei monasteri, nel 1528 ottenne dal pontefice la facoltà di visitare le comunità benedettine inglesi e di sopprimere quelli con meno di dodici monaci e quelle troppo rilassate. I beni delle abbazie soppresse vennero confiscate dalla corona e utilizzate da Enrico VIII per arricchire l'aristocrazia che controllava il paese e guadagnarsi il suo sostegno.

### Nuovi tentativi di riforma

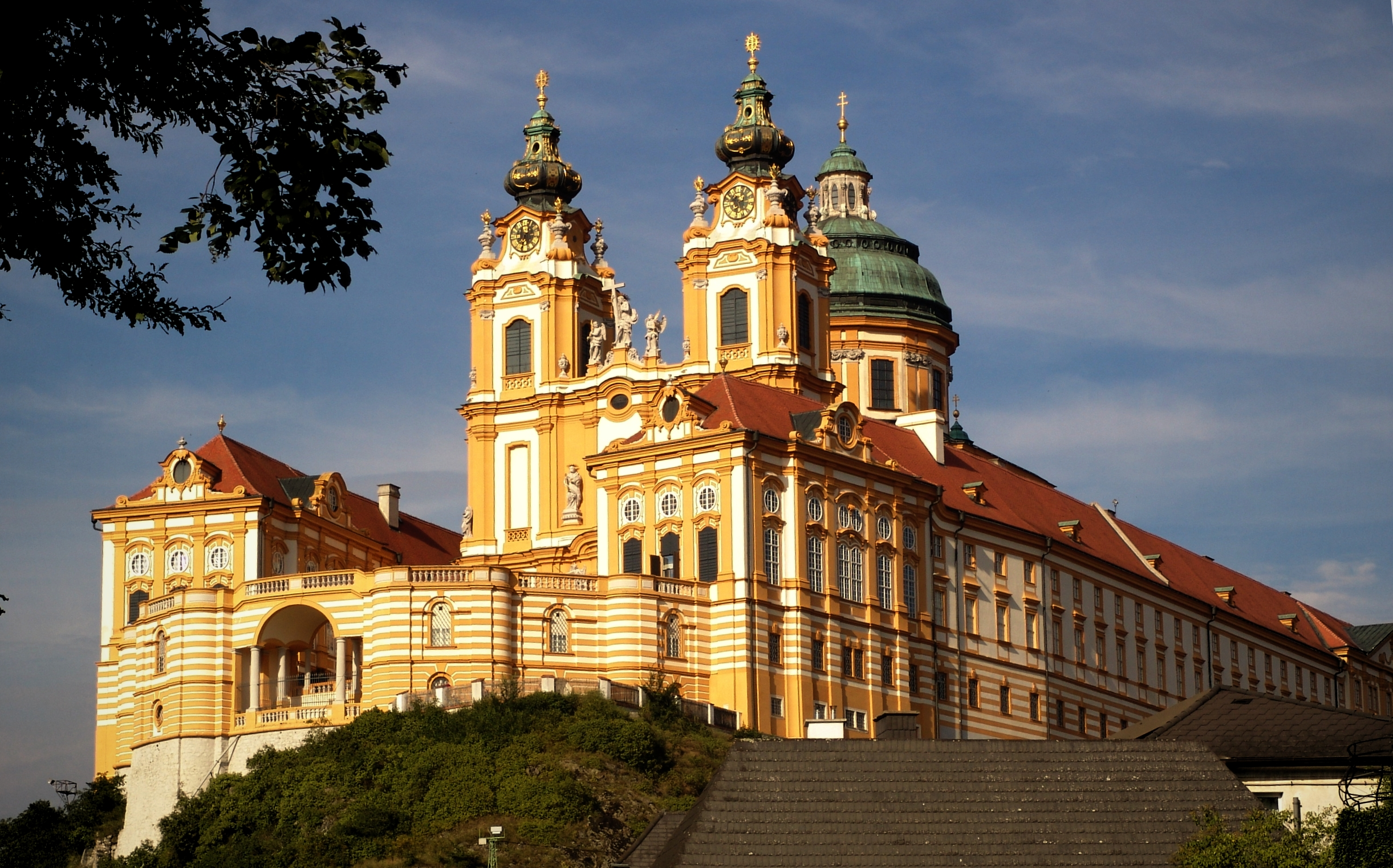
L'abbazia di Melk

L'ordine benedettino ricevette un nuovo impulso dal Concilio di Trento. I padri conciliari affrontarono le questioni sulla vita religiosa nel 1563, nel corso dell'ultima sessione del concilio: tra i provvedimenti più significativi, venne fissato a sedici anni il limite minimo di età per abbracciare la vita religiosa e solo dopo almeno un anno di noviziato; prima di essere ammesso alla professione dei voti ci si sarebbe dovuti accertare della piena libertà del candidato (si mise così fine al fenomeno dei pueri oblati).
Venne biasimato il fenomeno della commenda e venne prescritta la pratica della povertà e la perfetta vita comune. I monasteri vennero spinti a federarsi in congregazioni.
Il monachesimo benedettino conobbe una nuova fase di vitalità e sviluppo. In Francia sorsero le congregazioni dei Santi Vitone e Idulfo, promossa in Lorena da Didier de La Cour, e di San Mauro, sorta nel 1618 nell'abbazia di Saint-Germain-des-Prés, che diede un notevole impulso alla ricerca storica e letteraria e allo studio della patristica.
I tentativi di riunire in un'unica congregazione i monasteri delle regioni tedesche rimaste cattoliche, invece, fallì soprattutto a causa dell'ostilità dei vescovi. Numerosi monasteri della Baviera e della Svevia, tuttavia, si confederarono alla congregazione austriaca per mantenere l'università benedettina di Salisburgo, fondata nel 1617.
I monasteri benedettini svizzeri e austriaci nel XVII secolo conobbero una grande fioritura, testimoniata dalla ricchezza della decorazione artistica delle abbazie.

### Il dissolvimento e la restaurazione dell'ordine

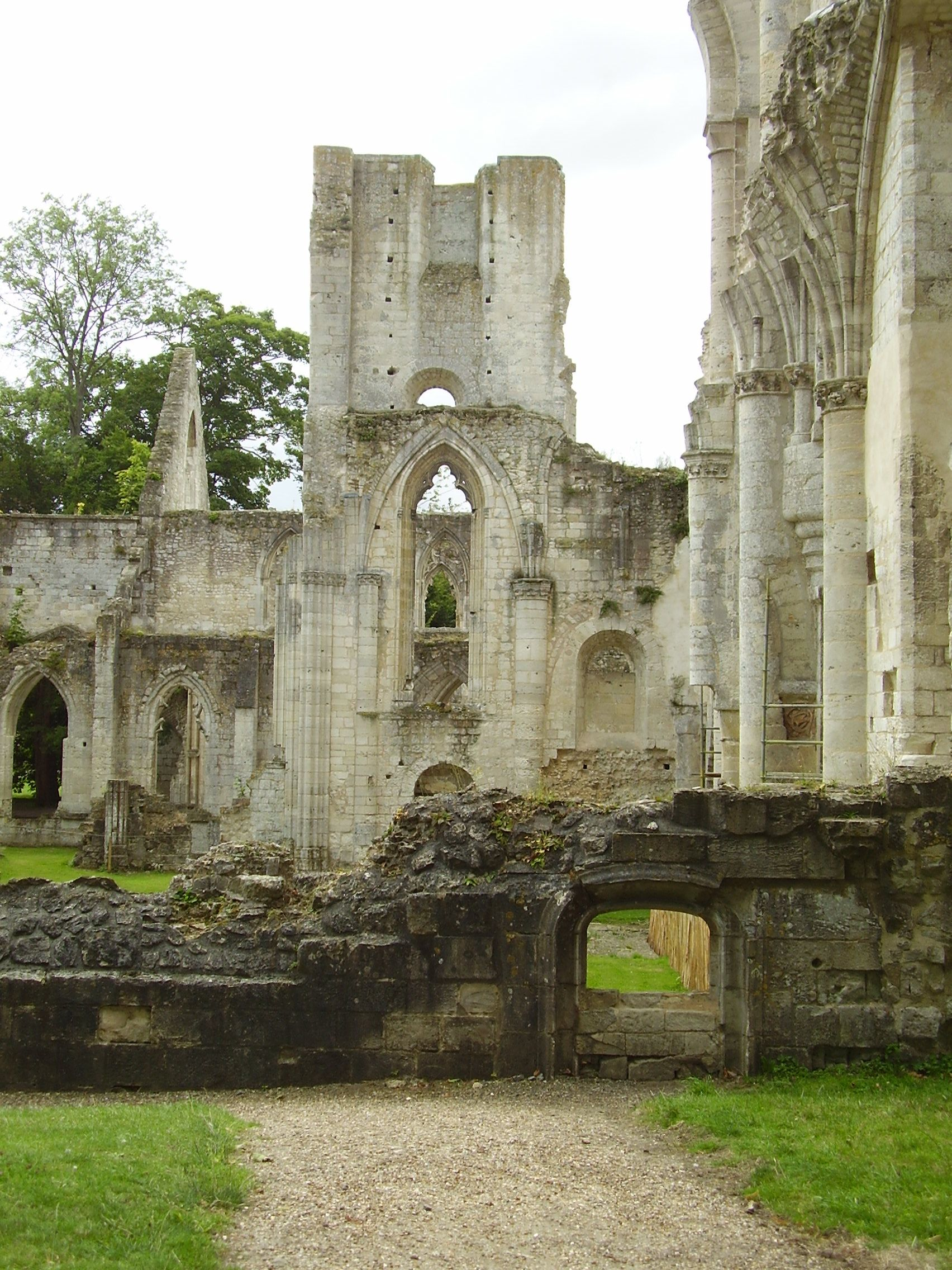
Le rovine dell'abbazia di Jumièges, devastata durante la Rivoluzione

Con la diffusione delle idee illuministe e delle dottrine gallicane e febroniane in campo ecclesiologico, nella seconda metà del Settecento l'atteggiamento dell'opinione pubblica e dei governi nei confronti degli ordini religiosi si fece ostile.
Nel 1766 in Francia, sotto gli auspici del sovrano, venne costituita una Commissione di Regolari con l'intento dichiarato di promuovere una riforma degli ordini religiosi, ma il cui provvedimento più significativo fu quello di determinare un numero minimo di membri al di sotto del quale case religiose o interi ordini potevano essere soppressi: nel 1780, anno dello scioglimento della Commissione, erano sopravvissuti solo 122 dei circa 410 monasteri benedettini.
Nel 1783 Giuseppe II soppresse tutti gli ordini essenzialmente contemplativi e consentì ai monasteri benedettini di sussistere solo a condizione che iniziassero a dedicarsi ad attività socialmente utili come l'insegnamento, l'assistenza ospedaliera o la cura delle parrocchie: di conseguenza, venne dissolto circa un terzo delle comunità benedettine esistenti nei domini asburgici.
Leggi di soppressione vennero emanate anche nella repubblica di Venezia (1768), granducato di Toscana (1786) e regno di Napoli.
Il numero dei monasteri benedettini si ridusse drasticamente dopo la Rivoluzione del 1789, che portò al dissolvimento delle ultime comunità benedettine in Francia e Belgio, e con Napoleone Bonaparte.
Come conseguenza del trattato di Lunéville Napoleone secolarizzò i numerosi principati ecclesiastici e li consegnò ai sovrani tedeschi causando, tra il 1803 e il 1806, la perdita di tutti i monasteri in Baviera, Baden, Württemberg e Prussia (a eccezione del monastero degli scozzesi di Ratisbona, perché popolato da stranieri); Giuseppe Bonaparte soppresse tutti i monasteri del regno di Napoli a eccezione delle abbazie di Cassino, Cava e Montevergine, dove ai monaci venne consentito di rimanere per conservare il patrimonio archivistico ma in abiti civili; dopo la conquista di Madrid (1808) da parte di Napoleone vennero secolarizzati anche i monasteri di Spagna e Portogallo; anche la Polonia perse tutti i suoi monasteri.
Sopravvissero, in tutta Europa, solo una trentina di abbazie benedettine.

#### La ripresa delle antiche congregazioni
La restaurazione del monachesimo benedettino nell'impero austro-ungarico venne avviata nel 1802 per iniziativa di Francesco I, interessato specialmente all'attività educativa svolta dai monaci: i monasteri ungheresi si riunirono in una congregazione fortemente centralizzata facente capo all'arciabbazia di Pannonhalma, presso la quale vennero stabiliti l'unico noviziato e le facoltà di teologia e filosofia; le abbazie austriache vennero raggruppate da papa Leone XIII in due congregazioni, una dedicata a Maria Immacolata e una a San Giuseppe, riunite in un'unica nel 1918.
In Baviera la restaurazione venne promossa dal re Ludovico I: tra il 1830 e il 1842 risorsero le antiche abbazie di Metten, Augusta, Ottobeuren, Scheyern e Weltenburg e lo stesso sovrano promosse la fondazione del monastero di Sankt Bonifaz a Monaco e del priorato di Andechs.
I benedettini inglesi, che si erano riorganizzati sin dal principio del XVII secolo nei monasteri continentali di Douai (1606) e Dieulouard (1608), poterono trasferire le loro case in patria (abbazie di Downside e Ampleforth) dopo il 1793 (con lo scoppio della guerra tra Francia rivoluzionaria e la prima coalizione i monaci vennero accolti in patria come esuli); con l'emancipazione dei cattolici britannici nel 1829 le abbazie benedettine conobbero un notevole sviluppo, divenendo sede di prestigiose istituzioni scolastiche (è celebre il college di Ampleforth).

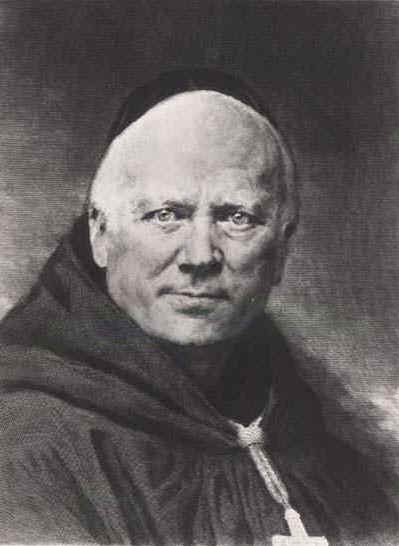
Prosper Guéranger, fondatore di Solesmes

In Svizzera erano i singoli cantoni a emanare leggi a proposito dei monasteri, ma nel 1848 venne inserito nella costituzione federale un articolo che vietava espressamente l'erezione di nuovi monasteri: le antiche abbazie di Fischingen e Rheinau vennero dissolte; i monaci di Muri trasferirono la loro comunità a Gries e quelli di Marienstein a Bregenz; i monaci benedettini esuli contribuirono notevolmente alla diffusione del monachesimo benedettino negli Stati Uniti d'America.

#### Le nuove congregazioni del XIX secolo
Per la restaurazione dell'ordine in Francia e Germania ebbero notevole importanza i monasteri di Solesmes e di Beuron, che divennero centri di due nuove congregazioni monastiche riformate.
L'abbazia benedettina di Solesmes, la prima dove vennero reintrodotti i voti solenni e gli abati perpetui, venne rifondata nel 1833 da Prosper Guéranger, seguace di Lamennais e dell'ideale di libertà ecclesiastica di fronte ai poteri civili ma strenuo oppositore del gallicanesimo, e da essa trassero nuova linfa le antiche abbazie di Ligugé, Silos, Saint-Wandrille e Sainte-Marie di Parigi.
L'abbazia di Beuron venne fondata nel 1863 dai fratelli Placido e Mauro Wolter, formatisi presso i cassinesi di San Paolo fuori le mura a Roma, e da essa derivano l'abbazia di Maredsous e di Maria Laach; i monaci di Beuron parteciparono anche alla riforma delle congregazioni benedettine di Portogallo e Brasile.
Fu notevole anche il ruolo dell'abate Pietro Francesco Casaretto, che a partire dal 1844 si impegnò a restaurare l'integrale osservanza della regola di san Benedetto e la perfetta vita comune nel monastero cassinese di San Martino d'Albaro: nel 1850 papa Pio IX gli affidò l'abbazia di Santa Scolastica a Subiaco da cui ebbe origine la congregazione dei cassinesi della primitiva osservanza (detti poi sublacensi), che rivitalizzò le storiche abbazie di Praglia, Montevergine, La Pierre-qui-Vire e Montserrat.

#### I benedettini nelle Americhe

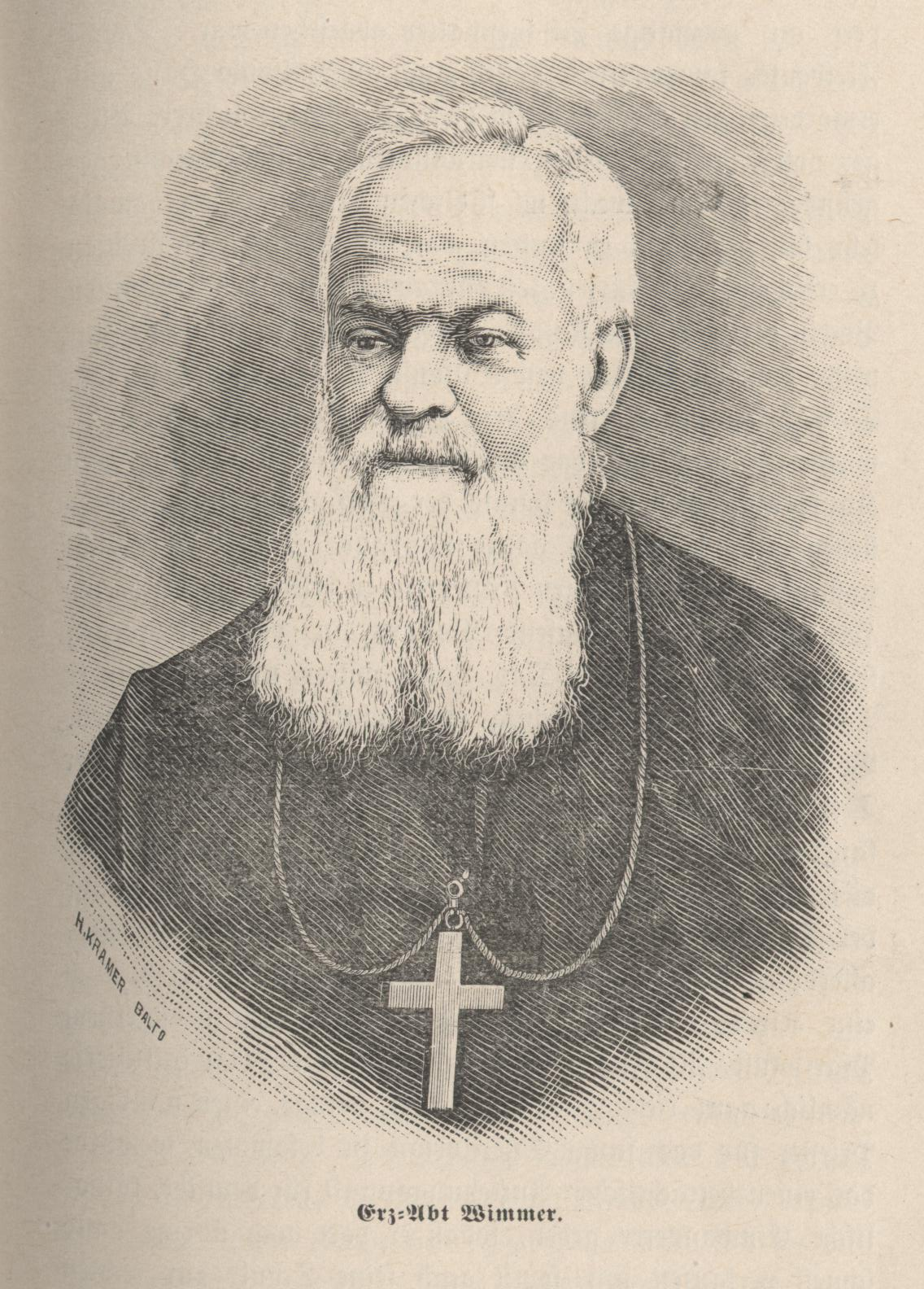
Bonifacio Wimmer, iniziatore della congregazione Americana Cassinese

Il primo monastero benedettino nelle Americhe venne fondato a Salvador da Bahia nel 1581 da una comunità di monaci portoghesi. Dall'abbazia di Salvador sorsero presto quelle di Olinda, Rio de Janeiro, Paraíba do Norte e São Paulo: con la bolla Inter gravissimas del 1º luglio 1827 tali monasteri vennero riuniti in una congregazione. Negli anni successivi l'ordine rischiò l'estinzione a causa del divieto governativo, rimosso solo nel 1889, di ammettere novizi: la congregazione brasiliana tornò ad espandersi dopo l'elezione, nel 1890, dell'arciabate Domenico della Trasfigurazione Machado, specialmente grazie all'arrivo di monaci da Beuron.
Il primo monastero benedettino negli Stati Uniti d'America fu quello di Saint Vincent, sorto nel 1846 a Latrobe, in Pennsylvania, a opera di Bonifacio Wimmer, proveniente dall'abbazia bavarese di Metten: papa Pio IX affiliò il monastero alla congregazione Cassinese, ma consentì ai benedettini di osservare le consuetudini di quella di Baviera. La prima filiazione di Saint Vincent (elevata ad arciabbazia nel 1892) fu il monastero di Saint John a Collegeville, sorto nel 1856 in Minnesota. Da questo gruppo di monasteri ebbe origine la congregazione Americana Cassinese, divenuta una delle più fiorenti dell'ordine.
Sempre negli Stati Uniti, i benedettini svizzeri di Einsiedeln nel 1854 fondarono il monastero di Saint Meinrad, nell'Indiana; nel 1873 altri monaci svizzeri provenienti da Engelberg fondarono il monastero di Conception, nel Missouri. Le abbazie statunitensi di origine svizzera rifiutarono l'offerta di aderire alla congregazione Americana Cassinese e nel 1881 vennero riuniti nella congregazione Elveto-americana, che ebbe un ruolo notevole nell'opera di evangelizzazione dei nativi americani.

#### Il ritorno alla tradizione missionaria
Andrea Amrhein, monaco di Beuron, fu tra i primi a riscoprire l'opera di evangelizzazione svolta dai benedettini nel Medioevo e divenne il rinnovatore dell'antico ideale missionario dell'ordine: dopo aver visitato i seminari dei missionari di Mill Hill e dei verbiti a Steyl, nel 1887 fondò una casa religiosa per la formazione dei missionari. Inizialmente i discepoli di Amrhein costituirono una congregazione di oblati regolari con voti semplici, ma nel 1896 la loro casa di Sant'Ottilia, in Alta Baviera, venne elevata a priorato e nel 1902 venne eretta in abbazia: nel 1914 Sant'Ottilia divenne arciabbazia e centro di una nuova congregazione monastica nell'ambito della confederazione benedettina.
I benedettini di Sant'Ottilia fondarono numerose case missionarie in Zanzibar (1887), Corea e Manciuria (1909), nell'Africa meridionale (1921) e nell'America meridionale (1923).
Anche le abbazie belghe di Sint-Andries-Zevenkerken a Bruges e di Maredsous, riunite nel 1920 nella congregazione nell'Annunziata, furono punti di partenza per numerose fondazioni missionarie in Africa e Asia: nel 1910 inviarono religiosi nel Katanga, nel 1929 in Cina, nel 1933 in Angola, nel 1952 in India, nel 1958 in Ruanda, nel 1968 in Perù.

### La confederazione benedettina

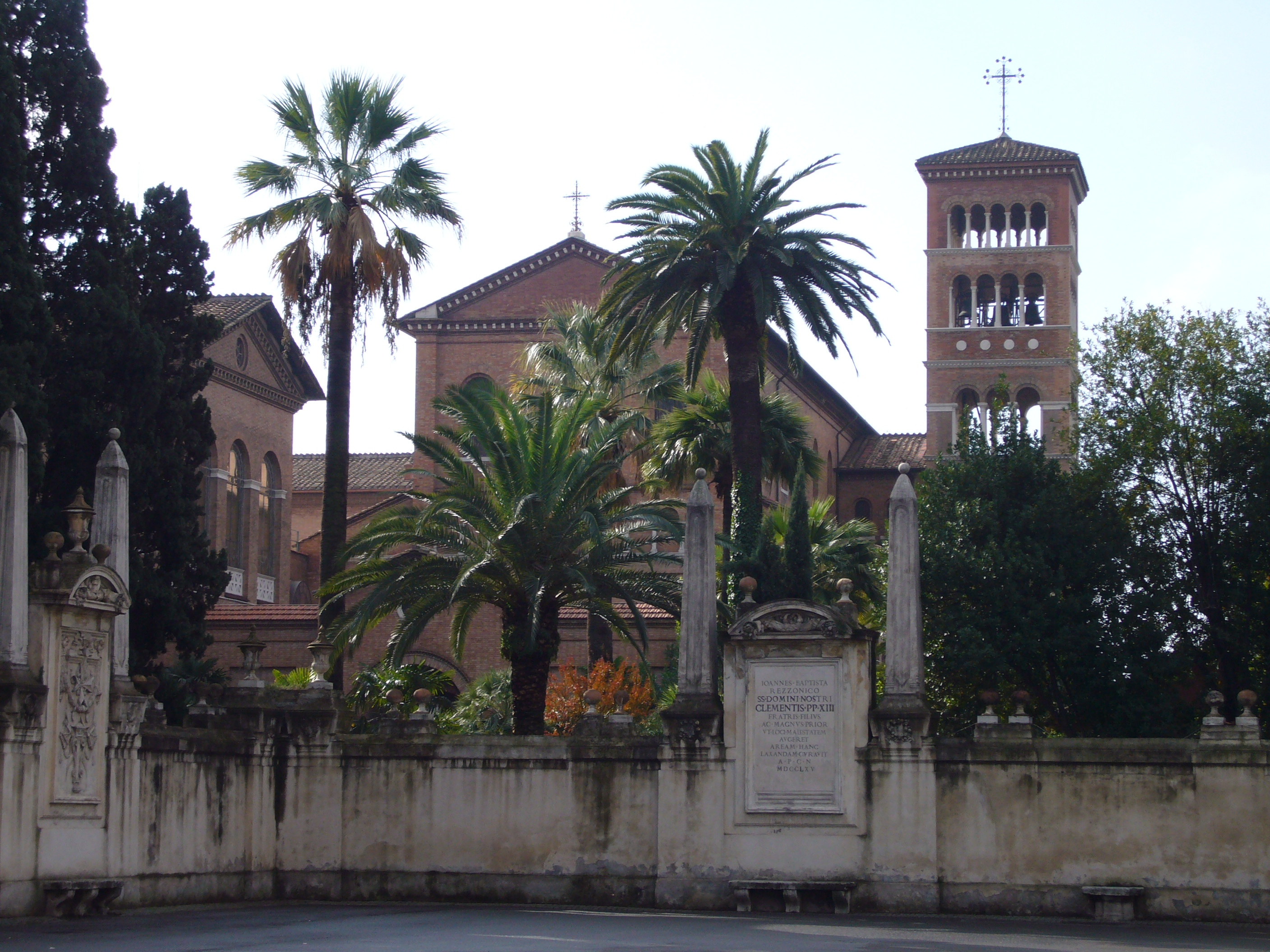
Sant'Anselmo all'Aventino

Per promuovere gli interessi generali dell'ordine, papa Leone XIII pensò di riunire le congregazioni di monasteri benedettini in una confederazione e incaricò il cardinale benedettino Giuseppe Benedetto Dusmet di riunire nel palazzo di San Callisto a Roma tutti gli abati per deliberare l'unione: ottenuto l'assenso degli abati, con il breve Summum semper del 12 luglio 1893 Leone XIII approvò l'unione delle tredici congregazioni in una confederazione sotto la presidenza di un abate primate, le cui prerogative vennero definite dalla congregazione per i Vescovi e i Regolari con il decreto Inestimabilis del 16 settembre successivo.
Come primo abate primate, Leone XIII scelse Ildebrando de Hemptinne, dell'abbazia belga di Maredsous. L'unificazione non intaccò l'autonomia e la fisionomia propria dei singoli monasteri e delle singole congregazioni: gli organi confederali avrebbero esercitato solo una supervisione generale sulla regolare osservanza della disciplina monastica.
La residenza dell'abate primate venne fissata nel collegio internazionale di Sant'Anselmo all'Aventino, fondato da Leone XIII il 4 gennaio 1887 in previsione dell'unione per ricevere studenti da tutte le congregazioni benedettine.
La confederazione venne ordinata più accuratamente con la Lex propria, approvata da papa Pio XII con il breve Pacis vinculum del 21 marzo 1952 e più volte rivista.

## L'organizzazione dell'ordine
I monasteri benedettini sono associati in congregazioni, a loro volta confederate tra loro; alla confederazione benedettina possono associarsi, in via straordinaria, anche singoli monasteri non legati a nessuna congregazione.
Ogni congregazione elegge un abate preside: gli abati presidi si riuniscono nel sinodo dei presidi, convocato almeno ogni due anni dall'abate primate e da lui presieduto. Il sinodo elegge un consiglio costituito da tre presidi che assistono l'abate primate nelle sue funzioni e sceglie, tra i membri del consiglio, il vicario, che fa le veci dell'abate primate in caso di suo impedimento: consiglio e vicario restano in carica sino alla riunione del sinodo successivo.
I superiori di tutte le abbazie e priorati indipendenti della confederazione si riuniscono ogni quattro anni nel congresso degli abati, al quale spetta il compito di eleggere l'abate primate.
L'abate primate dura in carica otto anni e può essere rieletto per quattro anni: egli rappresenta la confederazione ma, nel rispetto dell'autonomia dei singoli monasteri e congregazioni, non gli spettano i poteri tipici dei moderatori supremi degli istituti religiosi. All'abate primate spetta anche il titolo di abate di Sant'Anselmo all'Aventino e gran cancelliere del Pontificio Ateneo Sant'Anselmo.
Alla confederazione possono essere consociati anche i singoli monasteri femminili, le federazioni di monasteri femminili e le congregazioni religiose femminili di tradizione benedettina.
Tra i gruppi di suore benedettine aggregate alla confederazione si ricordano le congregazioni: delle Oblate di Tor de' Specchi, delle Stabilite nella Carità, del Buon Samaritano, delle Olivetane di Santa Croce, delle Ancelle dei Poveri d'Angers, dell'Adorazione Perpetua di Clyde, delle Missionarie di Tutzing, delle Adoratrici del Sacro Cuore, di Carità, delle Missionarie di Otwock, delle Loretane, di Santa Batilde di Vanves, delle Samaritane della Croce di Cristo, delle Missionarie Guadalupane di Cristo Re, di Gesù Crocifisso, di Priscilla.

### Le congregazioni benedettine
La confederazione è composta dalle seguenti congregazioni:
- Congregazione Benedettina d'Inghilterra (Congregatio Angliae), sorta nel 1336, che conta 12 monasteri e 266 membri, 213 dei quali sacerdoti;[105]
- Congregazione Benedettina di Ungheria (Congregatio Hungarica), sorta nel 1500, che conta 9 monasteri e 94 membri, 70 dei quali sacerdoti. La congregazione è presieduta dall'arciabate di Pannonhalma;[105]
- Congregazione benedettina di Svizzera (Congregatio Helvetica), sorta nel 1602, che conta 7 monasteri e 175 membri, 127 dei quali sacerdoti;[105]
- Congregazione Benedettina d'Austria (Congregatio Austriaca ab Immaculata Conceptione), sorta nel 1625, che conta 14 monasteri e 299 membri, 230 dei quali sacerdoti;[105]
- Congregazione Benedettina di Baviera (Congregatio Bavarica), sorta nel 1684, che conta 11 monasteri e 184 membri, 106 dei quali sacerdoti;[106]
- Congregazione Benedettina del Brasile (Congregatio Brasiliensis), sorta nel 1827, che conta 12 monasteri e 167 membri, 77 dei quali sacerdoti. La congregazione è presieduta dall'arciabate di São Bento da Bahia, a Salvador;[106]
- Congregazione Benedettina di Solesmes (Congregatio Solesmensis), sorta nel 1837, che conta 24 monasteri e 624 membri, 348 dei quali sacerdoti. La congregazione è presieduta dall'abate di Saint-Pierre de Solesmes, a Sablé-sur-Sarthe;[106]
- Congregazione Benedettina Americana Cassinese (Congregatio Americana Casinensis), sorta nel 1855, che conta 26 monasteri e 745 membri, 459 dei quali sacerdoti;[106]
- Congregazione sublacense cassinese (Congregatio Sublacensis Casinensis), sorta nel 2013 dall'unione delle congregazioni sublacense e cassinese, che conta 77 monasteri e 1 283 membri, 517 dei quali sacerdoti.[106]
- Congregazione Benedettina di Beuron (Congregatio Beuronensis S. Martini), sorta nel 1868, che conta 9 monasteri e 200 membri, 108 dei quali sacerdoti;[107]
- Congregazione Elveto-americana (Congregatio Helveto-americana), sorta nel 1881, che conta 16 monasteri e 482 membri, 259 dei quali sacerdoti;[107]
- Congregazione Benedettina di Sant'Ottilia (Congregatio Ottiliensis), sorta nel 1884, che conta 24 monasteri e 1 067 membri, 335 dei quali sacerdoti. La congregazione è presieduta dall'arciabate di Sankt Ottilien a Eresing;[107]
- Congregazione Benedettina dell'Annunziata (Congregatio ab Annuntiatione B.M.V.), sorta nel 1920, che conta 29 monasteri e 575 membri, 320 dei quali sacerdoti;[107]
- Congregazione Benedettina Slava (Congregatio Slava S. Adalberti et S. Margaritae), sorta nel 1945, che conta 1 monastero e 11 membri, 7 dei quali sacerdoti;[108]
- Congregazione Benedettina Olivetana (Congregatio Sanctae Mariae Montis Oliveti), sorta nel 1313, che conta 21 monasteri e 215 membri, 121 dei quali sacerdoti. La congregazione è presieduta dall'abate generale di Monte Oliveto Maggiore, a Chiusure.[108] Gli olivetani hanno aderito ai benedettini confederati nel 1960;[109]
- Congregazione Benedettina Vallombrosana (Congregatio Vallis Umbrosae), sorta nel 1039, che conta 9 monasteri e 73 membri, 48 dei quali sacerdoti. La congregazione è presieduta dall'abate generale dell'archicenobio di Vallombrosa.[108] I vallombrosani hanno aderito ai benedettini confederati nel 1966;[109]
- Congregazione Camaldolese dell'Ordine di San Benedetto (Congregatio Camaldulensis), sorta nel 980, che conta 11 monasteri e 100 membri, 55 dei quali sacerdoti. La congregazione è presieduta dal priore generale del Sacro Eremo di Camaldoli.[108] I camaldolesi hanno aderito ai benedettini confederati nel 1966;[109]
- Congregazione Benedettina Silvestrina (Congregatio Silvestrina), sorta nel 1231, che conta 22 monasteri e 209 membri, 140 dei quali sacerdoti. La congregazione è presieduta da un abate generale residente presso il monastero di Santo Stefano Protomartire a Roma.[108] I silvestrini hanno aderito ai benedettini confederati nel 1973;[109]
- Congregazione Benedettina della Santa Croce del Cono Sur (Congregatio Coni Australi de Sancta Cruce), sorta nel 1970, che conta 16 monasteri e 96 membri, 47 dei quali sacerdoti.[108]

I monasteri fuori dalle congregazioni sono 20, con 133 monaci, 66 dei quali sacerdoti.
Al 31 gennaio 2015 la confederazione contava 350 tra abbazie e priorati e 6 865 monaci, 3 587 dei quali sacerdoti.
Il 16 settembre 2016 Gregory Polan, O.S.B, è stato eletto abate primate della Confederazione benedettina.
Il 23 settembre 2016, l'Abate Primate Gregory Polan della Confederazione Benedettina, ha nominato Mauritius Wilde, O.S.B. come nuovo Priore dell'Abbazia Primaziale di Sant'Anselmo all'Aventino.
Il 14 settembre 2024 Jeremias Schröder O.S.B. viene eletto undicesimo Abate primate della Confederazione Benedettina durante il Congresso degli Abati riunitisi a Roma. Fino a quella data, è Abate dell’Arciabbazia di St. Ottilien, in Germania. Succede a Gregory Polan.

### Cronotassi degli Abate Primate
Elenco degli abate primate della confederazione benedettina, cui spetta anche il titolo di gran cancelliere del Pontificio ateneo Sant'Anselmo.
- Hildebrand von Hemptinne (1893-1913)
- Fidelis von Stotzingen (1913-1947)
- Bernhard Kaelin (1947-1959)
- Benno Walter Gut (1959-1967)
- Rembert George Weakland (1967-1977)
- Viktor Josef Dammertz (1977-1992)
- Jerome Theisen (1992-1995)
- Marcel Rooney (1996-200)
- Notker Wolf (2000-2016)
- Gregory Polan (2016-2024)
- Jeremias Schröder (2024 - in carica)

## Statistiche storiche
Accanto all'anno, sono indicati il numero delle case dell'ordine (abbazie, priorati), quello complessivo dei religiosi membri della confederazione, quello dei membri sacerdoti e quello dei novizi.
| anno | monasteri | benedettini | sacerdoti | novizi |
| ---- | --------- | ----------- | --------- | ------ |
| 1880 | 107       | 2 765       | 1 870     | 115    |
| 1905 | 155       | 5 940       | 3 076     | 753    |
| 1920 | 159       | 7 038       | 3 844     | 806    |
| 1930 | 187       | 9 070       | 4 588     | 902    |
| 1950 | 205       | 10 509      | 6 042     | 915    |
| 1965 | 225       | 11 963      | 7 214     | 601    |
| 1970 | 225       | 10 936      | 7 058     | 279    |

### Papi provenienti dall'Ordine benedettino
- Silvestro II[121]
- Vittore III[122]
- Gelasio II[123]
- Celestino V[124]
- Clemente VI[125]
- Urbano IV[126]
- Pio VII[127]